# Orzoco I de Lacon-Zori
Orzoco I de Lacon-Zori, en algunos documentos como Onroco u Orzocorre (...–1100), fue juez de Arborea de 1070 a 1100.
Sucedió a su padre Mariano I y es recordado sobre todo porque transfirió de la arruinada Tharros (a causa de una guerra) a Oristán la capital del juzgado, junto con el obispo, el clero y todo el pueblo torrense.
En 1073 el papa Gregorio VII escribió una epístola en la cual reclamaba a Orozco y todos los gobernantes sardos a la obediencia frente a la Santa Sede exhortando a todos a la recuperación de la religión en Cerdeña. Como sus predecesores, también Orzoco I se esforzó por la religión cristiana tan difundida y arraigada en la isla. Esta carta (la segunda en 1080) imponía a los monarcas a cortarse la barba como era costumbre en el resto de Europa, el arzobispado de Cagliari se negó y conllevó un encargo. La carta daba el poder a Orzocco I de hacer lo que considerara propio con los desobedientes.
Hizo construir también la iglesia dedicada a San Nicolás en Ottana.
Se casó con Nivatta (o Nibatta), que dio a luz a Torbeno, su sucesor. Su mujer sobrevivió a su muerte e hizo iniciar la construcción del pueblo y del castillo de Cabras, que se convirtió en la residencia de todos sus sucesores.